# Homaea striatalis
Homaea striatalis är en fjärilsart som beskrevs av George Francis Hampson 1918. Homaea striatalis ingår i släktet Homaea och familjen nattflyn. Inga underarter finns listade i Catalogue of Life.